# Chimarra muoitam
Chimarra muoitam är en nattsländeart som beskrevs av Malicky 1995. Chimarra muoitam ingår i släktet Chimarra och familjen stengömmenattsländor. Inga underarter finns listade i Catalogue of Life.